# Werner Bruns

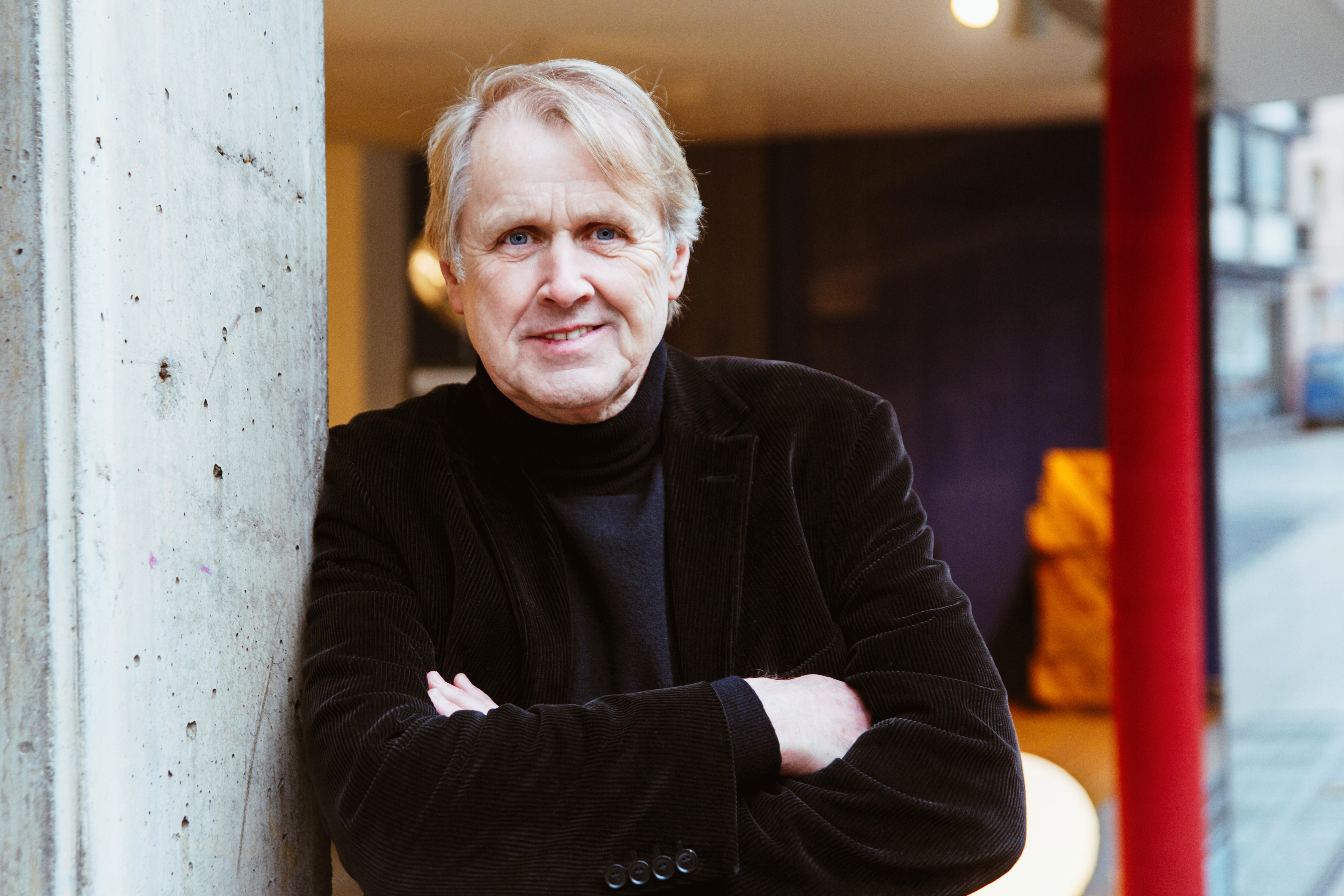
Werner Bruns (2017)

Werner Bruns (* 23. Januar 1954 in Hameln) ist ein deutscher Soziologe und Autor. Er vertritt liberale Positionen.

## Leben und Wirken

### Herkunft, Schule, Ausbildung
Werner Bruns kam als Sohn des Landwirts Werner Bruns (1925–1994)  und seiner Ehefrau Magdalene zur Welt. Sein Vater engagierte sich auf lokaler Ebene für die FDP, wurde 1973 Bürgermeister von Tündern, später stellvertretender Landrat und setzte sich unter anderem für den Erhalt der Altstadt von Hameln ein. Der Sohn schloss seine Schullaufbahn 1976 mit der fachgebundenen Hochschulreife an der Justus-von-Liebig-Schule (Hannover) ab, von 1971 bis 1973 absolvierte er außerdem eine Lehre in der Landwirtschaft.

### Studium
Werner Bruns studierte von 1976 bis 1979 Chemie an der Universität/Gesamthochschule Paderborn. Nach der Diplom-Vorprüfung wechselte er 1979 Hochschule und Fächer. Er studierte fortan Soziologie, Sozialpsychologie und Sozialgeschichte an der Bergischen Universität in Wuppertal. Er erwarb dort 1984 den akademischen Grad eines Diplom-Sozialwissenschaftlers. Anschließend promovierte er dort 1986 mit einer Arbeit zum Jugendstrafvollzug. Die Friedrich-Naumann-Stiftung (heute: Friedrich-Naumann-Stiftung für die Freiheit) förderte ihn während seines Studiums und in der Promotionsphase.

### Berufliche Tätigkeiten
Werner Bruns war Assistent beim Wirtschaftswissenschaftler Hans-Hermann Hoppe, der Volkswirtschaft an der University of Nevada, Las Vegas in Paradise (Nevada) lehrte und die wissenschaftliche Leitung des Ludwig-von-Mises-Instituts innehatte. Von 1985 bis 1986 arbeitete  er in der FDP-nahen Rudolf-von-Bennigsen-Stiftung in Hannover als wissenschaftlicher Mitarbeiter und später als Studienleiter. Von 1987 bis 1996 war er Referent für Arbeitsmarktpolitik im Niedersächsischen Sozialministerium. Bruns wirkte anschließend bis 2009 im Wirtschaftsministerium von Baden-Württemberg, zunächst als Leiter der Zentral- und Pressestelle, dann als Leiter der Grundsatzabteilung und später als Leiter der Mittelstandsabteilung. Von 2009 bis 2014 war er Abteilungsleiter Z und Politischer Direktor im Bundesministerium für wirtschaftliche Zusammenarbeit und Entwicklung. Seit 2016 ist er Honorarprofessor an der Rheinischen Hochschule Köln. Schon vorher hatte er Lehraufträge wahrgenommen, beispielsweise an der Ruprecht-Karls-Universität Heidelberg, an der Universität zu Köln, der Heinrich-Heine-Universität Düsseldorf, der Fachhochschule Esslingen am Neckar und der Dualen Hochschule in Ravensburg. Bis 2023/2024 war ein Schwerpunkt seiner Arbeit an der Rheinischen Hochschule Köln als Instituts- und Studiengangsleiter die Lenkung des „Europa-Instituts für Erfahrung und Management – METIS“. Diese gemeinsame Forschungsinitiative der FHWien der WKW und der Rheinischen Hochschule Köln befasste sich insbesondere mit dem Transfer zwischen Wissenschaft, Wirtschaft und Gesellschaft. Seit 2024 ist er im Forschungscluster 2 „Gründung, Innovation und Nachhaltige Transformation“ der Rheinischen Hochschule Köln tätig; die vormaligen Institute der Hochschule wurden im Zuge einer Neustrukturierung in thematische Forschungscluster überführt. Die Cluster haben jeweils Transferzentren. Bruns wirkt im „Transferzentrum Gründung, Führung und Kultur“ und vertritt den Schwerpunkt „Unternehmenskultur“. Werner Bruns ist außerdem Geschäftsführer des „Steinbeis-Beratungszentrums für Management und Digitale Transformation“.

### Sonstiges Engagement
Von 1994 bis 1996 war Werner Bruns Mitglied der Grundsatzkommission der FDP, die unter Leitung von Guido Westerwelle die Wiesbadener Grundsätze formulierte. Er ist Gründungsmitglied des Vereins Bildung gegen Armut in Kolumbien e. V. und war von 2003 bis 2013 Vorstandsmitglied von „Projekt Chance“, einem Modellvorhaben der Landesregierung Baden-Württemberg zum Jugendstrafvollzug. Werner Bruns beteiligte sich 2018 an der Gründung der Initiative „Vertrauen in die liberale Gesellschaft“ beziehungsweise des „liberal-demokratischen Laboratoriums“. Hintergrund war die Sorge um die liberale Demokratie, die  insbesondere durch den Populismus gefährdet sei. Von 2019 bis 2020 amtierte Werner Bruns als Vorsitzender des FDP-Stadtverbands von Bergheim. Der Soziologe war bis 2022 Mitglied des Kuratoriums der „Stiftung flexible Arbeitswelt“ in Berlin.  Er ist Vertrauensdozent der Friedrich-Naumann-Stiftung für die Freiheit und gehört dem Auswahlausschuss dieser Stiftung an.

## Studien, Schriften, Projekte und Positionen
Werner Bruns prägte 1993 den Begriff „Sozialkriminalität“ und begründete sie unter anderem durch soziologische Theorien abweichenden Verhaltens. Sozialkriminalität bezeichnet den Missbrauch staatlicher Wohlfahrts- oder Sozialleistungen, analog zur Wirtschaftskriminalität, insoweit diese Verstöße gegen das Steuerrecht oder gegen Subventions- und Konkursregeln sind. Bruns schätzte den Missbrauch von Wohlfahrts- beziehungsweise Sozialleistungen für das Jahr 1994 auf etwa 15 Prozent, in absoluten Zahlen lag die Missbrauchssumme nach seinen Berechnungen damals bei mindestens 17 Milliarden DM.
1994 legte er eine Streitschrift vor, die sich gegen die Bürokratisierung wandte (Zeitbombe Bürokratie). In ihr entwickelte er unter anderem ein Modell zur Abschaffung des Berufsbeamtentums, befürwortete die Privatisierung öffentlichen Eigentums sowie eine deutliche Verschlankung von Parlamenten, Ministerien und Behörden. Neun Jahre später schlug er vor, die Diäten von Politikern an die Erreichung von mit Bürgern ausgehandelten Zielen zu koppeln und ein Bonus- beziehungsweise Malus-System einzuführen. Ein solches System sei in der Wirtschaft verbreitet, aber auch im politischen System Kanadas.
Im Buch Die Altersrevolution, das er gemeinsam mit Petra Bruns und Rainer Böhme publiziert hat, befasst sich Werner Bruns mit der 68er-Generation, die, so die These, eine zweite Revolution ins Werk setzen werde, die „Altersrevolution“. Diese Altersgruppe der zwischen 1940 und 1950 Geborenen stehe vor dem Ausstieg aus dem Erwerbsleben und werde das Alter radikal verändern, erneut mit Folgen für alle Bereiche der Gesellschaft. Zur 68er-Generation zählen unter anderen Joschka Fischer, Gerhard Schröder, Daniel Cohn-Bendit, Uschi Obermaier, aber auch Hermann Otto Solms, Uschi Glas, Peter Gauweiler, Iris Berben und Edmund Stoiber.  Mit ihrem Rückzug drohe der Gesellschaft der Verlust eines wichtigen Schutzes gegen faschistisches Denken.
Der Soziologe beschäftigte sich von 2016 bis 2018 mit den Möglichkeiten des Transfers von Erfahrungswissen der sogenannten Digital Natives an das obere Management vor allem größerer Unternehmen. Träger des Projekts „jung.digital.innovativ“ war das „Europa-Institut für Erfahrung und Management – METIS“. Das Pilotprojekt diente der Erkundung geeigneter Transformationsstrategien in Unternehmen. In einem Reverse Mentoring Programm wurden Topmanager mit Schülern des Dreikönigsgymnasiums (Köln) zu einem Training digitaler Techniken und Medien zusammengeführt. Die jungen Erwachsenen coachten dabei die Führungskräfte. Der Stifterverband für die Deutsche Wissenschaft zeichnete das Projekt 2017 als „Hochschulperle“ aus.
Drei Jahre später wurde das von Werner Bruns entwickelte Programm „Mut und Zivilcourage in der Demokratie“, das das „Europa-Institut für Erfahrung und Management – METIS“ mit vier Gymnasien durchgeführt hatte, ebenfalls mit dieser Auszeichnung des Stifterverbands bedacht.
Vor dem Hintergrund der Corona-Pandemie machte sich Bruns 2022 Gedanken über eine aus seiner Sicht zunehmende Anomie in Deutschland. Die Deutsche Wiedervereinigung und die Flüchtlingskrise von 2015 hätten auf jeweils eigene Weise viele Menschen unter erheblichen Stress gesetzt. Nach der Wiedervereinigung hätten viele insbesondere in Ostdeutschland zumindest subjektiv ihre Wünsche beziehungsweise Ziele kaum noch erreichen können, denn ihre sozialen Ausgangsbedingungen waren nachteilig. Die Flüchtlingskrise von 2015 ließ dann viele Menschen an der Fähigkeit der Politik zweifeln, Probleme effektiv zu lösen; das habe die Hinwendung zu populistischen Parolen und Parteien begünstigt. Im Lockdown hätten schließlich Konzeptionslosigkeit, ökonomische Härten, fehlende Ressourcen (beispielsweise Impfstoffe), die zeitweilige Suprematie der Exekutive beziehungsweise die Schwäche der Legislative sowie die Virtualisierung der Sozialkontakte mit der Folge eines „digitalen Hospitalismus“ ihrerseits desintegrierend gewirkt.
Ende Juni 2025 äußerte er sich im Handelsblatt ausführlich zum neuen Digitalministerium der Bundesregierung. Es könne die notwendige Modernisierung der Verwaltung nur vorantreiben, wenn es mit klaren Kompetenzen ausgestattet werde und eine innovationsfreundliche Führungskultur sowie Experimentierräume wie Innovationslabore geschaffen würden. Ohne einen grundlegenden Kulturwandel, der Flexibilität, Risikobereitschaft und digitale Talente systematisch fördere, bliebe die Digitalisierung in der öffentlichen Verwaltung reine Symbolpolitik.

## Publikationen (Auswahl)
- Mit Petra Bruns (Hrsg.): Praxishandbuch Kompetenzen in der Digitalen Transformation der Arbeit. Springer VS, Wiesbaden 2024, ISBN 978-3-658-44083-1.
- Mit Volker Ronge (Hrsg.): Die Irritation der Gesellschaft durch den Lockdown. Beltz Juventa, Weinheim, Basel 2022, ISBN 978-3-7799-6682-1.
- Mit Petra Bruns: Reverse-Mentoring. Impuls-Mentoring mit Digital Natives für mehr Innovation. Nomos, Baden-Baden 2018, ISBN 978-3-8487-5177-8.
- Mit Petra Bruns und Rainer Böhme: Die Altersrevolution. Wie wir in Zukunft alt werden. Aufbau, Berlin 2007, ISBN 978-3-351-02644-8.
- Mit Walter Döring (Hrsg.): Der selbstbewusste Bürger. Bouvier, Bonn 1995, ISBN 3-416-02559-8.
- Zeitbombe Bürokratie. Das Ende des bürokratischen Jahrhunderts. Ullstein, Frankfurt am Main, Berlin 1994, ISBN 978-3-550-07068-6.
- Sozialkriminalität in Deutschland. Ullstein, Frankfurt am Main, Berlin 1993, ISBN 978-3-548-36615-9.
- Theorie und Praxis des Wohngruppenvollzugs. Zur Situation der Unterbringung junger Strafgefangener in der Jugendanstalt Hameln. Centaurus, Pfaffenweiler 1989, ISBN 978-3-89085-255-3.